# محمد العريبي (أديب)
محمد العريبي (1915 / 1335 هـ - 1366 هـ / 25 ديسمبر 1946) أديب صحفي تونسي، وأحد أبرز أعضاء جماعة تحت السور. قضى حياته في الترحال بين تونس وإفريقيا وفرنسا.

## من مؤلفاته
باسثناء مجموعة قصصية يتيمة بعنوان الرماد التي جمعها وقدمها الكاتب محمد الهادي بن صالح، فإن تراث العريبي ظل مشتتا بالصحف والمجلات، وتركن مخطوطاته هنا وهناك.

## وفاته
توفي محمد العريبي ليلة 25 ديسمبر 1946, منتحرا بالغاز ودفن بمقبرة بوبيني الإسلامية بباريس.

## مواضيع ذات صلة
- جماعة تحت السور